# Hirtshals (stacja kolejowa)
Hirtshals (duński: Hirtshals Station) – stacja kolejowa w miejscowości Hirtshals, w regionie Jutlandia Północna, w Danii. Jest to stacja końcowa linii Hirtshalsbanen, prowadzącej z Hjørring.
Została otwarta w ramach inauguracji linii w 1925 roku i została przeniesiona na obecne miejsce w 1939. Stacja jest obsługiwana przez regionalne Nordjyske Jernbaner, która kursują między Hirtshals i Hjørring.

## Linie kolejowe
- Hirtshalsbanen